# Louis Buffet
Louis Joseph Buffet —pronunciación en francés: /lwi byfɛ/— (Mirecourt, 26 de octubre de 1818-París, 7 de julio de 1898) fue un político francés.

## Biografía
Después de la revolución francesa de febrero de 1848 fue elegido diputado por el departamento de Vosgos, y en la Asamblea se sentó a la derecha, expresando su apoyo a la represión del alzamiento de junio de 1848 y a Louis Napoleon Bonaparte. Fue ministro de Agricultura entre agosto a diciembre de 1849 y desde agosto a octubre de octubre de 1851.
En 1863 fue reelegido diputado, fue uno de los que apoyó el «imperio liberal» de Émile Ollivier, y fue ministro de Finanzas del gabinete de Ollivier desde enero hasta el 10 de abril de 1870. Fue presidente de la Asamblea Nacional desde el 4 de abril de 1872 hasta el 10 de marzo de 1875, ministro del Interior en 1875, y primer ministro de Francia entre 1875 y 1876. Dado que se había enemistado con el Partido Republicano, no logró ser reelecto en la Asamblea de 1876. En 1876 fue elegido senador vitalicio, se pronunció a favor del intento fallido del presidente Mac Mahon de tomar el control político el 16 de mayo de 1877.

## Miembros del Gabinete de Gobierno de Buffet, 10 de marzo de 1875 - 22 de febrero de 1876
- Louis Joseph Buffet – Presidente del Consejo y Ministro del Interior
- Louis Decazes – Ministro de Relaciones Exteriores
- Ernest Courtot de Cissey – Ministro de Guerra
- Léon Say – Ministro de Finanzas
- Jules Armand Dufaure – Ministro de Justicia
- Louis Raymond de Montaignac de Chauvance – Ministro de la Marina y las Colonias
- Henri-Alexandre Wallon – Ministro de Instrucción Pública, Artes y Culto
- Eugène Caillaux – Ministro de Obras Públicas
- Vixconde de Meaux – Ministro de Agricultura y Comercio